# Tanya Atwater
Tanya Atwater (Los Angeles, 1942) è una geofisica e geologa statunitense specializzata in tettonica a zolle.
È nota per le sue prime ricerche sulla storia della tettonica a zolle del Nord America occidentale.

## Biografia
Nata da padre ingegnere e madre botanica, Atwater è stata una delle prime donne a condurre ricerche sul fondale oceanico in termini di geologia. Nel 1960 si iscrisse al Massachusetts Institute of Technology, e nel 1965 si laureò in geofisica presso l'Università della California - Berkeley. Ha conseguito un dottorato di ricerca (1972) in geofisica marina presso la Scripps Institution of Oceanography, all'Università della California a San Diego. È direttrice dell'Educational Multimedia Visualization Center presso l'Università della California, Santa Barbara, dove ha insegnato scienze geologiche.
Molti dei suoi articoli sono stati pubblicati in riviste scientifiche come Nature e Science. Nel 1975 divenne membro dell'American Geophysical Union per il suo lavoro sulla tettonofisica, e dal 1975 al 1977 conseguì una Sloan Postdoctoral Fellowship in fisica. Nel 1984 ha vinto l'Encouragement Award rilasciato dall'Association for Women Geoscientists ed è inoltre membro della National Academy of Sciences per i suoi contributi alla geofisica marina e alla tettonica. Nel 2019 ha ricevuto la Medaglia Pernose, il più alto riconoscimento della Geological Society of America.
Atwater ha preso parte a diverse spedizioni oceanografiche utilizzando strumenti trainati in profondità per esplorare il fondo dell'oceano, prendendo parte a 12 immersioni in acque profonde nel sommergibile Alvin. Ha studiato i processi vulcano-tettonici responsabili della creazione di nuova crosta oceanica nei centri di espansione del fondo marino. Nel 1968 è stata coautrice di un documento di ricerca con lavori innovativi sulla natura difettosa dei centri di diffusione. Con Jack Corliss, Fred Spiess e Kenneth Macdonald è stata di particolare importanza nella scoperta della biologia distinta delle sorgenti calde del fondale oceanico, nonché della scoperta dei fumatori neri ad alta temperatura e delle sorgenti idrotermali sottomarine.
Atwater è forse meglio conosciuta per il suo lavoro sulla storia della tettonica a zolle del Nord America occidentale. Ha scritto due importanti documenti di ricerca che delineano la storia dell'evoluzione tettonica a zolle del Nord America e i problemi tettonici della faglia di Sant'Andrea. Ha inoltre studiato l'evoluzione geometrica, integrando e confrontando i dati di movimento delle placche globali con i quelli geologici continentali regionali, e ha scoperto delle relazioni emergenti che hanno rivelato le origini di molte caratteristiche geologiche su larga scala (ad esempio le Montagne Rocciose, Yellowstone, Valle della Morte, i vulcani delle Cascate e la Catena Costiera della California).
Il suo studio Implications of Plate Tectonics for the Cenozoic Tectonic Evolution of Western North America ha stabilito il quadro essenziale per la tettonica a zolle del Nord America occidentale. Nel suo lavoro spiega che circa 40 milioni di anni fa, la placca Farallon stava subducendo sotto la placca nordamericana e la placca pacifica. La metà inferiore della placca Farallon fu interamente subdotta sotto la California meridionale e la metà superiore non affondò, divenendo poi nota come la placca di Juan de Fuca. Poiché la sezione meridionale della placca di Farallon era completamente scomparsa, il confine della California meridionale era ora tra la placca del Pacifico e la placca nordamericana. La faglia di San Andreas è unica perché funge da linea di faglia principale e da confine tra la placca del Pacifico e la placca nordamericana.

## Opere selezionate
- Menard, H. W., and Tanya Atwater, 1968, Changes in direction of sea floor spreading. Nature, v. 219, p. 463-467. Reprinted in Plate Tectonics and Geomagnetic Reversals, p. 412-419, W. H. Freeman Co. San Francisco, 1973.
- Atwater, Tanya, 1970, Implications of plate tectonics for the Cenozoic tectonic evolution of western North America. Bull. Geol. Soc. Amer., v. 81, p. 3513-3536. Reprinted in Plate Tectonics and Geomagnetic Reversals, p. 583-609, W. H. Freeman Co., San Francisco, 1973. Reprinted in U.C.S.D., Scripps Inst. Oceanography., Contributions, Vol. 40, Part 2, p. 1249–1271, 1970.
- Atwater, Tanya, and P. Molnar, 1973, Relative motion of the Pacific and North American plates deduced from seafloor spreading in the Atlantic, Indian and South Pacific Oceans. R. L. Kovach and A. Nur, eds., Proc. of the Conf. on Tectonic Problems of the San Andreas Fault, Geological Sciences, v. XIII, Stanford Univ., p. 136-148. •Reprinted in U.C.S.D., Scripps Inst. Oceanography., Contributions, Vol. 44, Part 2, p. 1362–1374, 1974.
- Atwater, Tanya, 1981, Propagating rifts in seafloor spreading patterns. Nature, v. 290, p. 185-186.
- Severinghaus, J. and Atwater, T., 1990. Cenozoic geometry and thermal state of the subducting slabs beneath western North America. Basin and range extensional tectonics near the latitude of Las Vegas, Nevada: Geological Society of America Memoir, 176, pp. 1–22.
- Atwater, T., 1991, Tectonics of the Northeast Pacific, Transactions of the Royal Society of Canada, Series I, v. I, pp. 295–318.
- Atwater, T., 1998, Plate Tectonic History of Southern California with emphasis on the Western Transverse Ranges and Santa Rosa Island, in Weigand, P. W., ed., Contributions to the geology of the Northern Channel Islands, Southern California: American Association of Petroleum Geologists, Pacific Section, MP 45, p. 1-8.